# فرانسوآ آمون
فرانسوآ آمون (فرانسوی: François Hamon‎؛ زادهٔ ۲۰ ژانویهٔ ۱۹۳۹) دوچرخه‌سوار اهل فرانسه است.